# 中央車站廣場一號
中央车站广场一号（英語：One Grand Central Place），原名林肯大厦（英語：Lincoln Building），是位于美國纽约市东42街60号的一栋办公楼，在中央车站对面。完成于1930年，高673英尺（205米），共53层。
此建築被分配了單獨的邮政编码10165，截至2019年為止，是曼哈頓擁有邮政编码的41棟建築之一。

## 外部連結

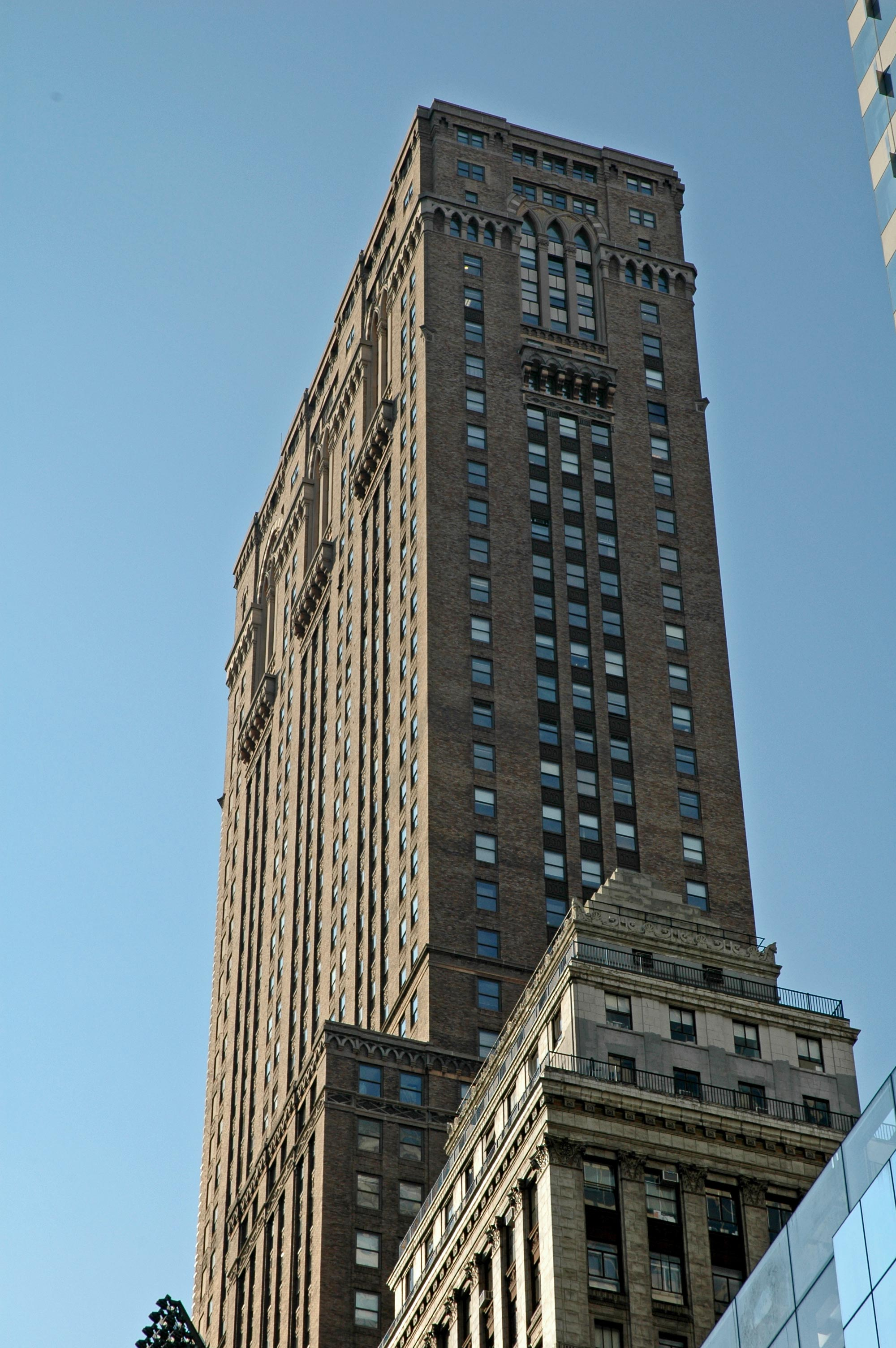
中央车站广场一号

- One Grand Central Place （页面存档备份，存于）

40°45′08″N 73°58′44″W / 40.752215°N 73.978801°W